# Palle Lykke
Palle Lykke Jensen, né le 4 novembre 1936 à Ringe au Danemark et mort le 19 avril 2013 en Belgique, est un coureur cycliste danois. Professionnel de 1957 à 1969, il s'est principalement illustré sur piste, remportant 21 six jours. Ses principaux résultats sur route ont été une victoire au Championnat des Flandres et une troisième place à Gand-Wevelgem en 1966. Ayant épousé la fille du champion cycliste belge Rik Van Steenbergen, il est donc devenu le gendre de ce coureur, avec lequel il a disputé plusieurs épreuves de Six-jours.

## Palmarès sur piste

### Six Jours
- 1958 : Aarhus, Dortmund, Berlin (avec Kay Werner Nielsen)
- 1959 : Francfort, Copenhague (avec Kay Werner Nielsen)
- 1960 : Francfort, Zurich (avec Kay Werner Nielsen)
- 1961 : Aarhus (avec Kay Werner Nielsen)
- 1962 : Bruxelles (avec Rik Van Steenbergen)
- 1963 : Anvers (avec Rik Van Steenbergen, Leo Proost), Francfort (Rik Van Steenbergen), Münster (avec Freddy Eugen)
- 1964 : Montréal (avec Emile Severeyns)
- 1965: Brême (avec Rik Van Steenbergen), Münster (avec Freddy Eugen)
- 1966 : Montréal (avec Emile Severeyns)
- 1967 : Londres, Montréal, Zurich, Amsterdam (avec Freddy Eugen)
- 1968 : Berlin (avec Freddy Eugen)

### Championnats d'Europe
- 1959
  -  Médaillé d'argent de l'américaine
  -  Médaillé d'argent de l'omnium
- 1962
  -  Champion d'Europe de l'américaine (avec Rik Van Steenbergen)
  -  Champion d’Europe d’omnium
- 1963
  -  Médaillé de bronze de la course derrière derny
- 1964
  -  Médaillé de bronze de la course derrière derny
- 1966
  -  Médaillé d'argent de l'américaine
- 1967
  -  Médaillé d'argent de la course derrière derny

### Championnats nationaux
- Champion de Danemark de vitesse en 1958, 1959, 1960 et 1961

### Autres compétitions
- Grand Prix de Copenhague d'omnium en 1961, 1962, 1964 et 1968

## Palmarès sur route
- 1956
  - 2e du championnat du Danemark sur route amateurs
  - 4e du championnat du monde sur route amateurs
- 1965
  - Championnat des Flandres
- 1966
  - 3e de Gand-Wevelgem
  - 3e du Grand Prix de la Banque